# Ингебригтсен, Коре
Коре Хедлей Ингебригтсен (норв. Kåre Hedley Ingebrigtsen; род. 11 ноября 1965, Тронхейм) — норвежский футболист, выступавший на позиции полузащитника. По завершении игровой карьеры стал тренером.

## Клубная карьера
Карьера Ингебригтсен начиналась в 1985 году, когда он оказался в Тронхейме. В течение последующих восьми лет, Коре выступал в составе «Русенборга», с которым четыре раза становился чемпионом Норвегии.
В январе 1993 года Коре дебютировал в английской Премьер-лиге в составе «Манчестер Сити». Впоследствии Ингебригтсен признался, что выбрал «Манчестер Сити» из-за денег, причём денег грязных. За его трансфер англичане заплатили 550 тысяч фунтов, из которых «Русенборг» получил только 320. Остальные деньги ушли в карман печально известному агенту Руне Хауге, который щедро поделился с футболистом. Однако дела в Англии у Коре пошли не самым лучшем образом. Он не сумел пробиться в стартовый состав «Манчестер Сити», во второй половине 1993-го вернулся в аренду в «Русенборг» и выиграл ещё одно чемпионское звание.
Затем в карьере Ингебригтсен последовали «Стрёмсгодсет» и «Лиллестрём», а после второе возвращение в «Русенборг». Но повторно закрепиться в составе родного для себя клуба Коре не сумел и вскоре вернулся в «Лиллестрём». Но затем Ингебригтсен вновь возвращается в «Русенборг», но почти сразу же получает тяжёлый перелом ноги, из-за чего был вынужден завершить карьеру игрока.

## В сборной
7 ноября 1990 года Ингебригтсен дебютирует за сборную Норвегии в товарищеским матче против Туниса, в котором сумел отличиться забитым мячом. Затем на протяжении последующих шести лет вызывался в состав сборной Норвегии, отыграв 23 матча. Свой последний матч за сборную отыграл 22 июля 1995 года против Франции.

## Тренерская карьера
Начал карьеру тренера в 2007, когда Коре занимался с молодёжной командой «Русенборга», после чего поработал главным тренером в клубе третьего дивизиона «Ранхейм». Повыситься в классе «Ранхейм» не сумел, финишировав на 3-м месте, однако команда при этом не потерпела ни одного поражения на своём поле. Опять ненадолго вернувшись в «Русенборг», чтобы помочь очередному тренеру этой команды — Тронну Хенриксену, в 2008-м Ингебригтсен возглавил вернувшийся в высший дивизион клуб «Будё-Глимт».
Первый сезон получился сенсационным. Команда Ингебригтсена заняла 4-е место, однако, как часто случается с новичками, затем последовал кризис и «Будё-Глимт» вылетел обратно во второй дивизион. Невзирая на это, руководство клуба продолжало доверять Коре. Он был уволен только после неудачного начала сезона 2011 года, второго после понижения команды в классе.
После этого работал помощником Хьелля Йоневрета в «Викинге». А летом 2014 года «Русенборг» отправил в отставку Пер Йоар Хансена, а на его место назначили Коре Ингебригтсена.

## Достижения

### Как игрок
«Русенборг»
- Чемпион Норвегии по футболу (5): 1985, 1988, 1990, 1993, 1997
- Обладатель Кубка Норвегии (2): 1988, 1990

### Как тренер
«Русенборг»
- Чемпион Норвегии по футболу (3): 2015, 2016, 2017
- Обладатель Кубка Норвегии (2): 2015, 2016
- Обладатель Суперкубка Норвегии (2): 2017, 2018